# Първа поправка към Конституцията на САЩ
Първата поправка към Конституцията на Съединените американски щати гласи:
Конгресът няма да прави закон относно утвърждаване на религия, или на нейното свободно упражняване; или ограничаваме свободата на словото, или на пресата; или правото на хората мирно да се събират, и да подават петиция пред правителството за поправяне на неправди.

## Кой е автор на първата поправка?
Първата поправка е написана от Джеймс Мадисън – „бащата на конституцията на САЩ“. Мадисън изиграва решаваща роля при изготвянето и тълкуването на конституцията на САЩ. Първоначално той, заедно с няколко федералисти, подкрепя запазването на Хартата за правата в конституцията. Това е така, защото той разсъждава, че Конституцията е достатъчна, за да попречи на федералното правителство да суспендира естествено възникналите права на хората. Следователно не е имало нужда от изменения на конституцията.
Неговият наставник Томас Джеферсън го убеждава в . Джеферсън категорично заявява, че отделянето на църквата/религиозните дейности от правителството е жизненоважно. Тази гледна точка е отразена в клаузата за установяване или клаузата за установяване на религия в първата поправка. Тази клауза забранява на правителството да приема закони, които създават държавна религия. Тя също така забранява на правителството да дава предимство на една определена религия или вярвания пред други.
Джеферсън и Мадисън смятат, че конституцията трябва ясно да посочва този вид свободи и права, за да има правилно функциониращи aотношения между правителството и хората.

## Източниц
1. ↑  Любопитно //   2022-05-21.  Архивиран от оригинала на 2023-02-01. Посетен на 2023-02-27.